# Young Lochinvar
Young Lochinvar é um filme mudo produzido no Reino Unido e lançado em 1923.